# Speeljongen
Een speeljongen was destijds aan boord van een schip ter beugvisserij de jongste in rang. Hij ving aan boord van een 'beuger' meestal zijn eerste zeereis aan en had nog geen enkele ervaring met deze vorm van visserij. Hij was als omtrent 12-jarige nog een kind. Boven hem bevonden zich jongeren - de inbakker en de omtoor - die, ondanks hun leeftijd, meer ervaring hadden met deze vorm van visserij. De oorsprong van de benaming 'speeljongen' is niet duidelijk maar duidelijk is wel dat een betiteling als deze ronduit controversieel was. De bemanning van een 'beuger' telde 12 koppen. 

## Statische visserij
De beugvisserij behoorde tot de zogeheten hoekwantvisserij. Deze laatstgenoemde visserij was, in algemene zin beschouwd, een vorm van statische visserij. Hierbij was het vistuig gedurende de visserij niet in beweging. Dit gold niet voor het vissersvaartuig dat na het uitzetten van het vistuig, de zogeheten beug, terug moest naar het beginpunt waar het eerste joon was uitgezet. Daar werd vervolgens begonnen de beug scheep te halen.

## Meerdere vormen
De beugvisserij werd als zeevisserij in haar algemeenheid in verschillende vormen uitgeoefend, met name door dicht bij de Noordzee gelegen steden en dorpen aan de toenmalige Maas, de latere Waterweg, door verschillende Vlaamse kustdorpen, door Zeeuwse vissersplaatsen, maar ook door de Hollandse dorpen van De Zijde. Toonaangevend echter bij de beugvisserij was met name Vlaardingen. De genoemde visserij was voornamelijk gericht op de vangst van schelvis en kabeljauw.

## Prikkenbijten
De beugvisserij werd uitgeoefend onder gebruikmaking van geaasde - dunne - lijnen met haken die met vele waren aangebracht aan een centrale lange, zware, lijn. Het aan de haken aangebrachte aas was een gedeelte van een prik, een palingachtig zeediertje. Deze werden aan boord - levend - in met water gevulde bakken bewaard. Wanneer nu de beuglijnen met de gedeelten van de prikken moesten worden  geaasd moest, onder toezicht van de schipper, de speeljongen - ook wel de prikkenbijter genoemd - met zijn hoektanden de prik bij zijn kop doodbijten. 
Dit werkje moest eerst gebeuren om de schipper direct daarna de gelegenheid te geven, een prik in stukken te snijden. Levend zouden deze te veel kronkelen waardoor ze door de schipper niet in stukken konden worden gesneden. Hoogendijk vertelt in zijn beschrijving dat 'de speeljongen na het verrichten van zijn beulswerk vier vijgen of een andere lekkernij kreeg tegen de nasmaak'. Verder moest de speeljongen  's nachts met een lantaarn de anderen bij hun werk bijlichten. Ook was hij onder leiding van de oude-jongen betrokken bij het schoonhouden van het dek en de ruimen. 